# Жундіаї
23°11′11″ пд. ш. 46°53′03″ зх. д. / 23.18639° пд. ш. 46.88417° зх. д.
Жундіаї́ (порт. Jundiaí) — місто і муніципалітет в штаті Сан-Паулу, Бразилія, за 60 км на північ від міста Сан-Паулу. Його населення в 2004 році становило 340 тис. мешканців, площа — 433 958 км².

## Історія
Муніципалітет був заснований 14 грудня 1655 року, підвищений з категорії поселення. Місто на його території виникло в 1657 році. Назва походить з мови Тупі та означає «місце з жундіа», де «жундіа» (jundiá) — назва «бородатої риби» (Rhamdia quelen).
Значний ріст населення муніципалітету в 20 столітті багато в чому пройшов через відїзд деяких мешканців Сан-Паулу в навколишні райони з метою отримання кращих житлових умов.

## Туризм
Серра-ду-Жапі, гірський хребет, розташований на південний схід від міста, має статус парка штату площею 94 км², це природоохоронна територія з найбільшою площею лісів на території штату, з чудовими ландшафтами та можливістями для екотуризму та екстремальних видів спорту.

## Спорт
Футбольним клубом міста є «Пауліста», що грає на стадіоні Жайме Сінтра, та належить до Бразильського 3-го дивізіону. У 2005 році був чемпіоном Кубка Бразилії.

## Транспорт
Місто обслуговує Аеропорт Жундіаї. Також муніципалітет зв'язаний з залізничною системою Companhia Paulista de Trens Metropolitanos (CPTM).
| Бразилія | Це незавершена стаття з географії Бразилії. Ви можете допомогти проєкту, виправивши або дописавши її. |